# 内勒-奥当
内勒-奥当（法語：Nesle-Hodeng，法語發音：[nɛl ɔdɑ̃]）是法国滨海塞纳省的一个市镇，属于迪耶普区。该市镇于1823年由原市镇布赖地区内勒（Nesle-en-Bray）和布赖地区奥当（Hodeng-en-Bray）合并而成。

## 地理
内勒-奥当（49°42'22"N, 1°30'14"E）面积15.72 平方千米，位于法国诺曼底大区滨海塞纳省，该省份为法国北部沿海省份，其西部及北部濒大西洋英吉利海峡，东起顺时针与索姆省、瓦兹省、厄尔省和卡爾瓦多斯省接壤。
与内勒-奥当接壤的市镇（或旧市镇、城区）包括：布埃勒、格拉瓦勒、圣赛尔。

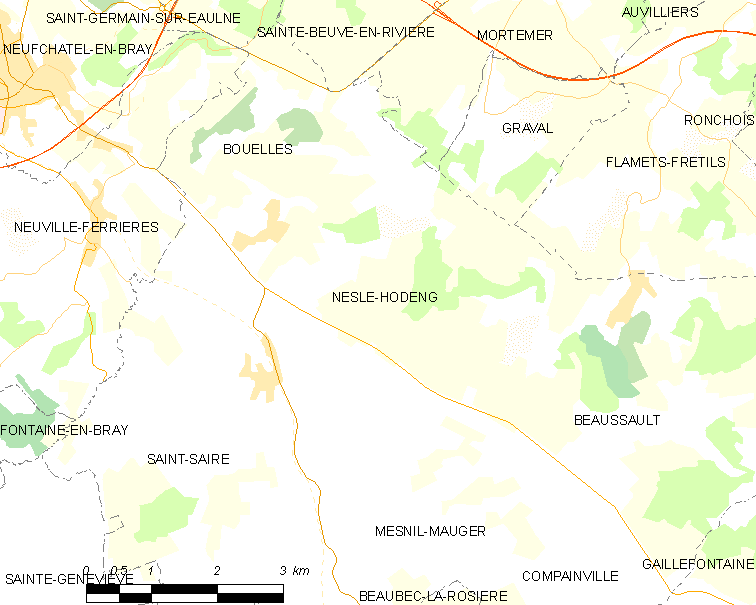
内勒-奥当的OSM定位图

内勒-奥当的时区为UTC+01:00、UTC+02:00（夏令时）。

## 行政
内勒-奥当的邮政编码为76270，INSEE市镇编码为76459。

## 政治
内勒-奥当所属的省级选区为布赖地区讷沙泰勒县。

## 人口

1962-2008年间内勒-奥当人口变化图示

内勒-奥当于2022年1月1日时的人口数量为331人。